# 加影站
加影站位於雪兰莪加影，是巴生谷加影线的南端终点站，也是KTM通勤铁路的其中一站，距离市中心约1公里。
本站的MRT捷运线属于加影线第二阶段线路，于2017年7月17日開始通行。

## 历史
原先的车站于1897年开放。从20世纪初开始，该车站开始为镇内提供城际列车服务。90年代中期引进了KTM通勤铁路服务时，位于轨道东侧、毗邻武吉路（Jalan Bukit）的新车站取代了位于轨道东侧、毗邻流古路（Jalan Reko）的旧车站。
地面的KTM车站在其服务过程期间曾经重建。车站的1号站台被延长以供比站台更长的城际列车停靠。位于轨道西侧的第二个入口于2004年完成，但该入口并没有闸门。2007年上半年，该入口开始提供手动售票服务，车站安装了更大的站台顶棚。

### 加影捷运线
2011年8月11日，加影线的最后31站被定案，其中加影站成为和KTM列车的中转站。该线从2012年8月起动工，于2017年7月17日完工，并和其余第二阶段线路一起开放。该站曾是巴生谷RapidKL捷运的最南站，直到2023年3月16日被布城中央车站取代成为最南向的车站。
加影捷运线的建设中包括重建加影KTM站，包括衔接梯道和依据捷运线设计的路示牌。当捷运线的高架站台在2017年完工后，KTM的售票处、客服柜台和办公室都搬迁至站台的一楼，而原有和1号月台衔接的地面KTM车站被拆除。
目前停靠该站的两条列车线路无法进行站内转换，乘客需要再次购票不同的车票以前往其他车站。

## 车站结构
| 二楼 | 捷运月台 | 1号月台                                                                                              | 终点站                                                                                               |
| 二楼 | 捷运月台 | 島式月台                                                                                             | |
| 二楼 | 捷运月台 | 2号月台                                                                                              | 9 加影 往 KG04 桂莎白沙罗 (←)                                                                        |
| 一楼 | 大厅     | KTM 验票闸门、MRT 验票闸门、自动售票机、人工服务台、车站控制中心、店铺、入口A往流古路、入口B往武吉路 | KTM 验票闸门、MRT 验票闸门、自动售票机、人工服务台、车站控制中心、店铺、入口A往流古路、入口B往武吉路 |
| G楼  | KTM月台  | 侧式月台                                                                                             | 侧式月台                                                                                             |
| G楼  | KTM月台  | 1号月台                                                                                              | 1 芙蓉 往 KB17 普罗士邦／淡边 (→) ETS 往 金马士 (→)                                                  |
| G楼  | KTM月台  | 通过线                                                                                               | |
| G楼  | KTM月台  | 2号月台                                                                                              | 1 芙蓉 往 KC05 黑风洞 (←) ETS 往巴东勿刹 (←)                                                         |
| G楼  | KTM月台  | 岛式月台                                                                                             | |
| G楼  | KTM月台  | 3号月台                                                                                              | 通过线，非客运火车                                                                                   |
| G楼  | 街道     | 入口A（流古路）、入口B（武吉路）、巴士枢纽、的士停靠                                                 | 入口A（流古路）、入口B（武吉路）、巴士枢纽、的士停靠                                                 |

## 图片集

### 共用

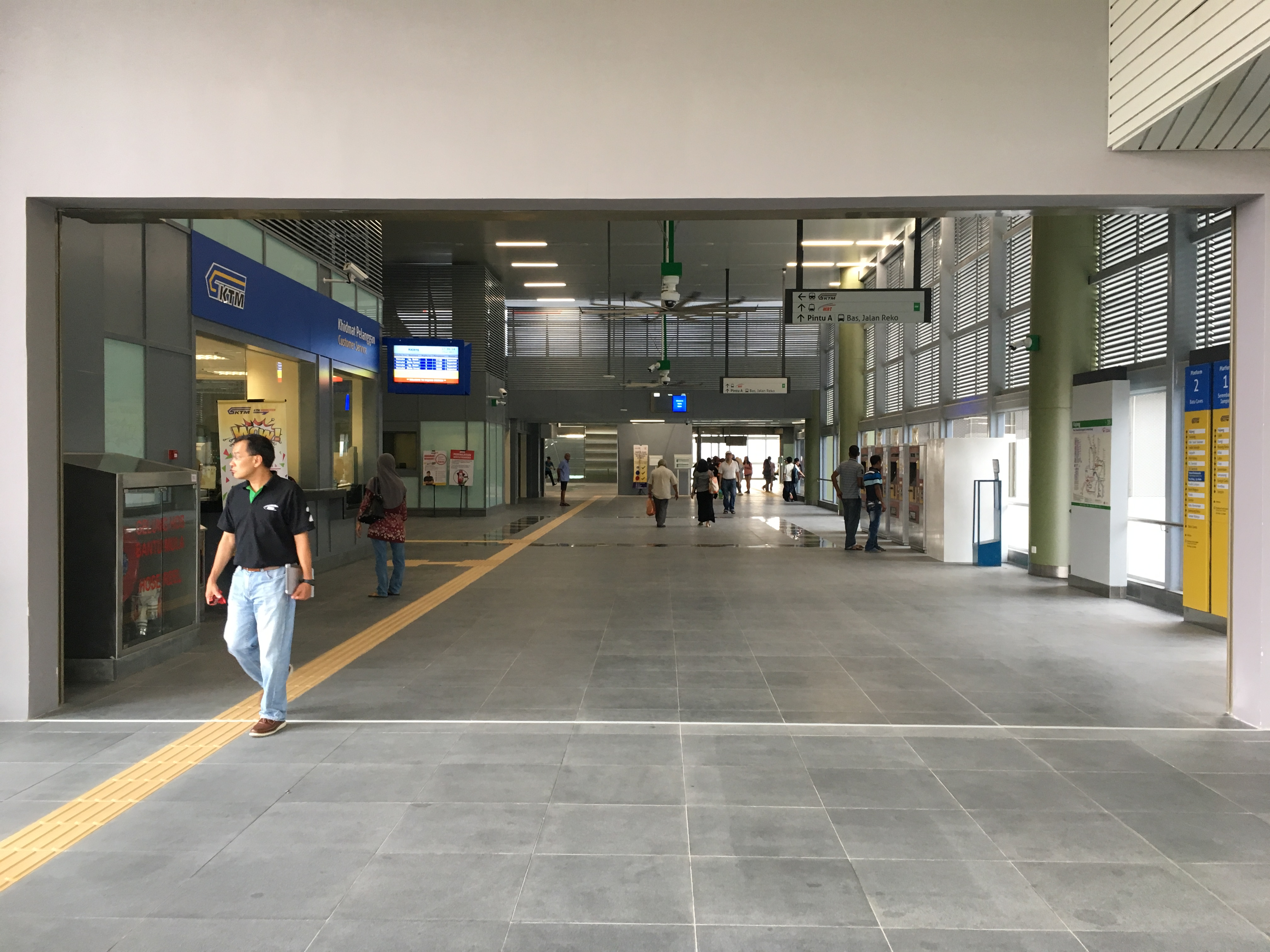
车站大厅一览。

### 火车站（地面）

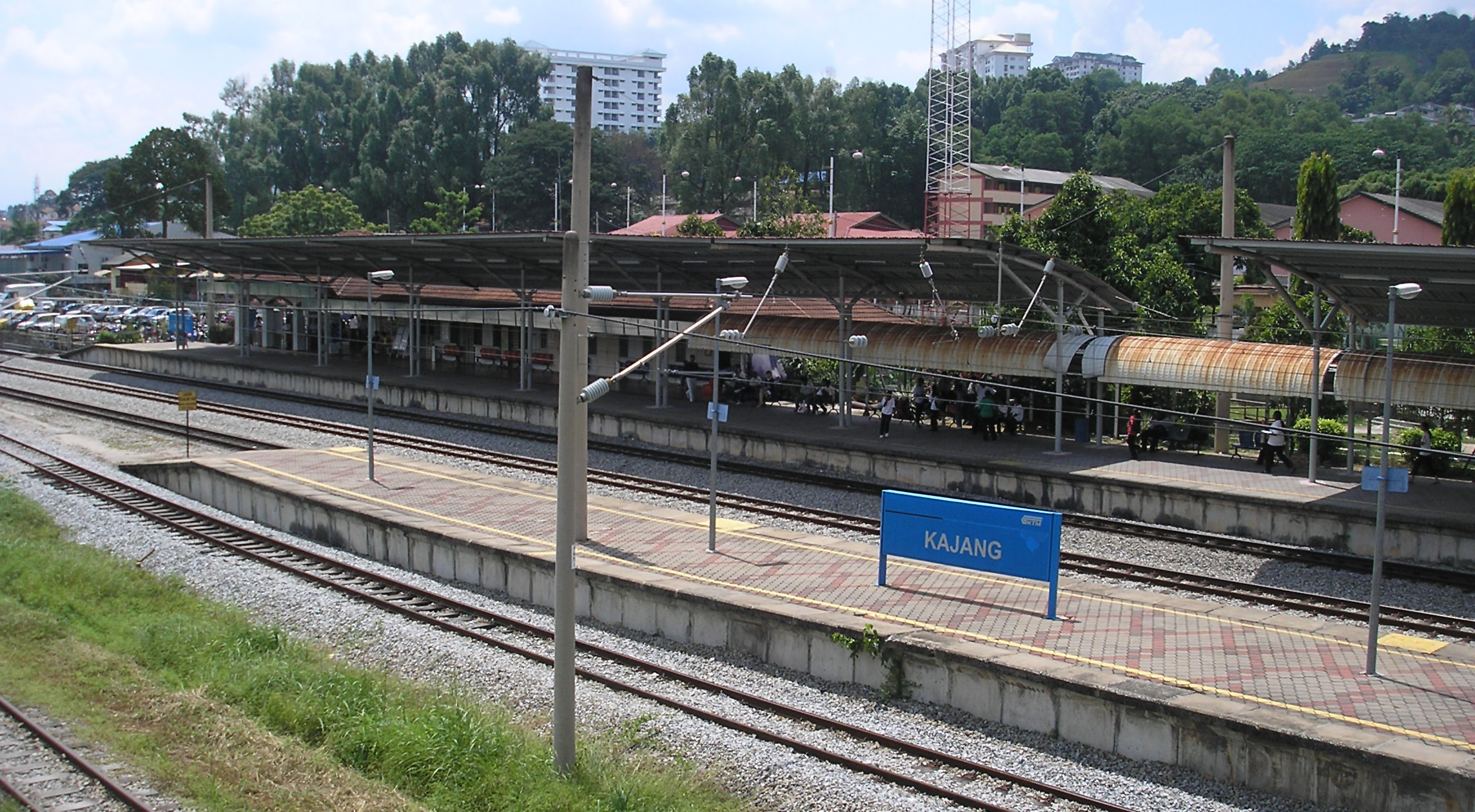
捷运工程开始前的加影火车站
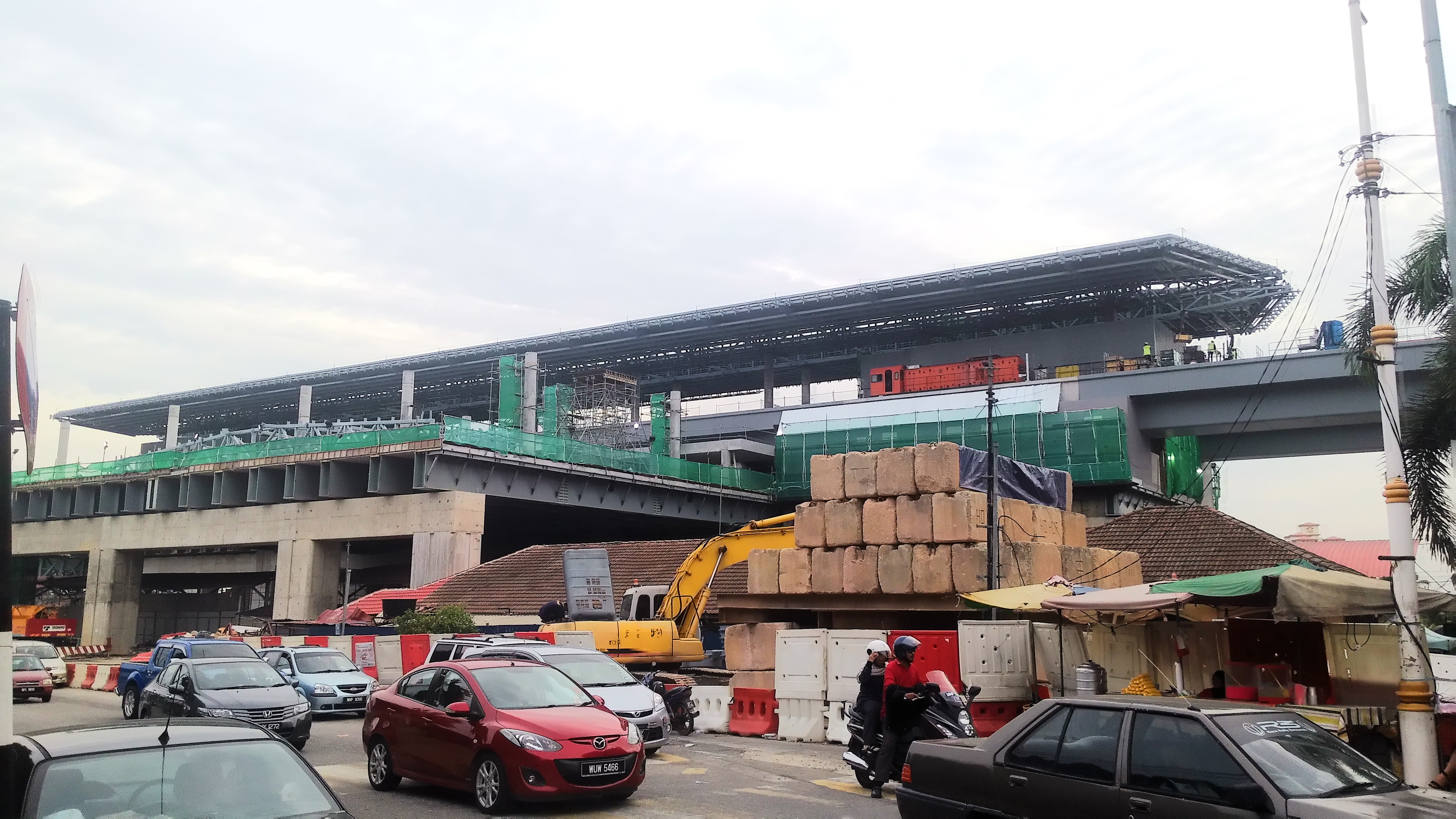
火车站入口被捷运工程遮挡
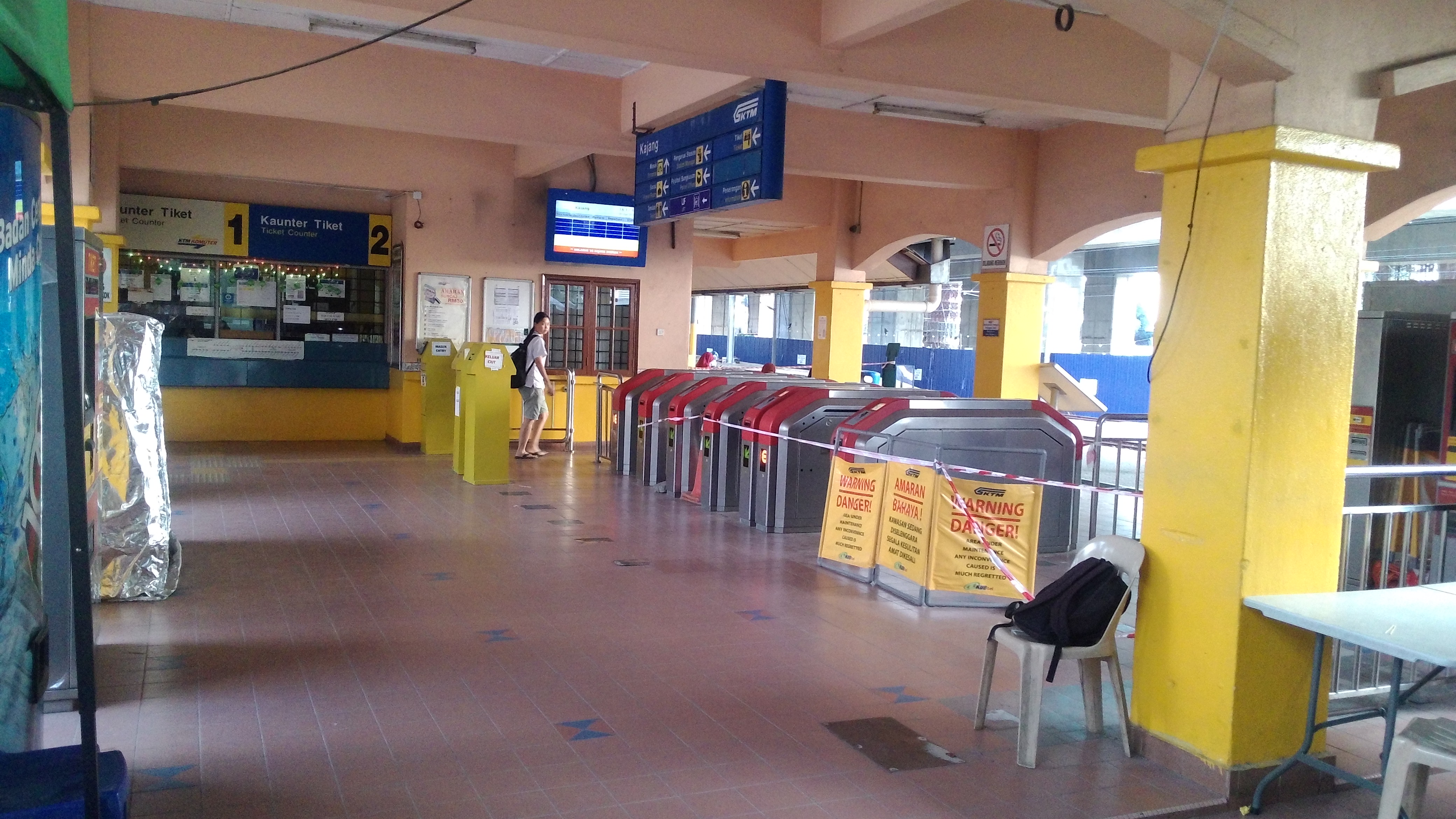
火车售票处和验票闸门
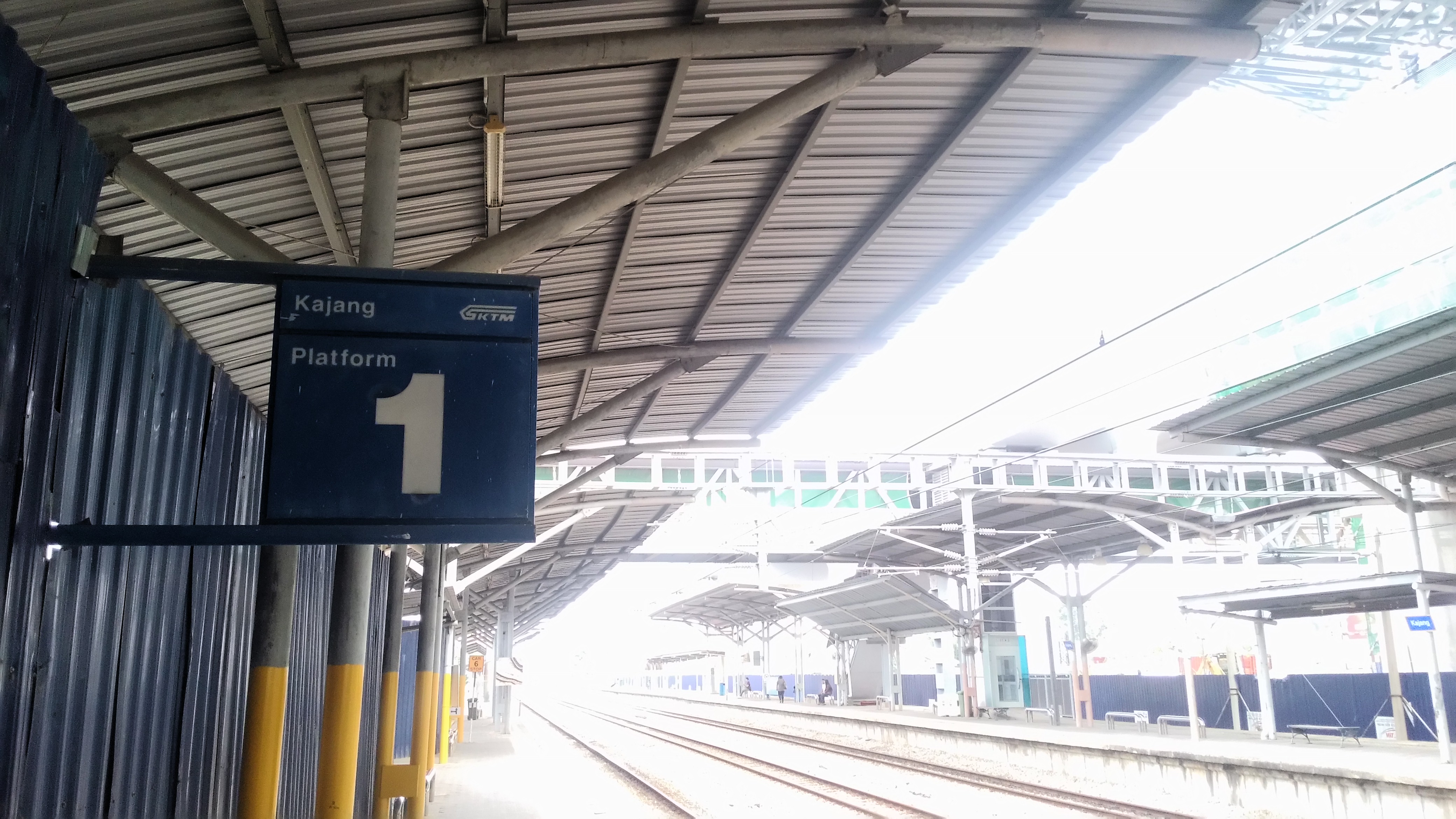
1号月台告示牌
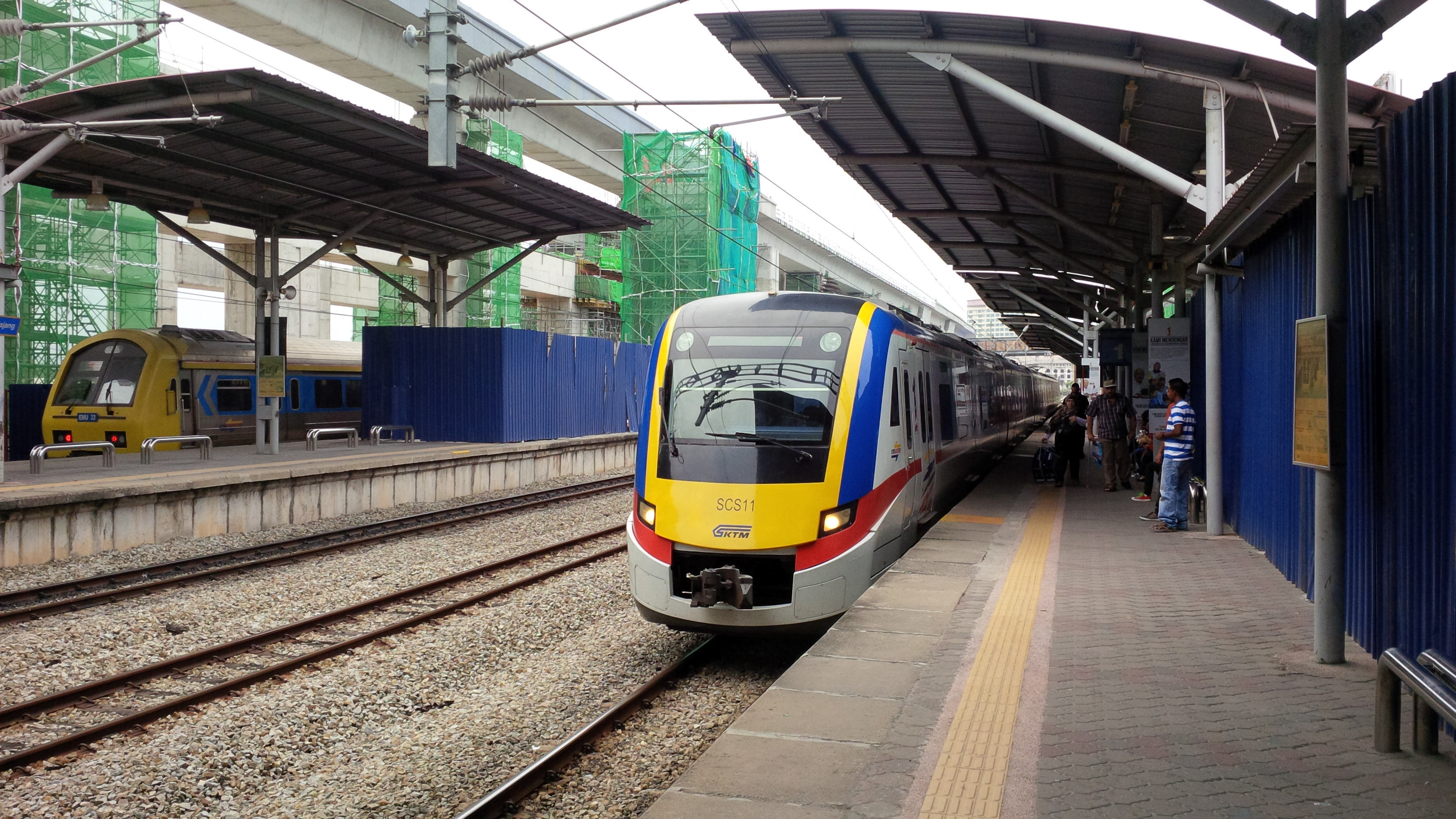
2015年KTM通勤铁路列车停靠在加影站，可见后方的捷运站当时仍在建造 。
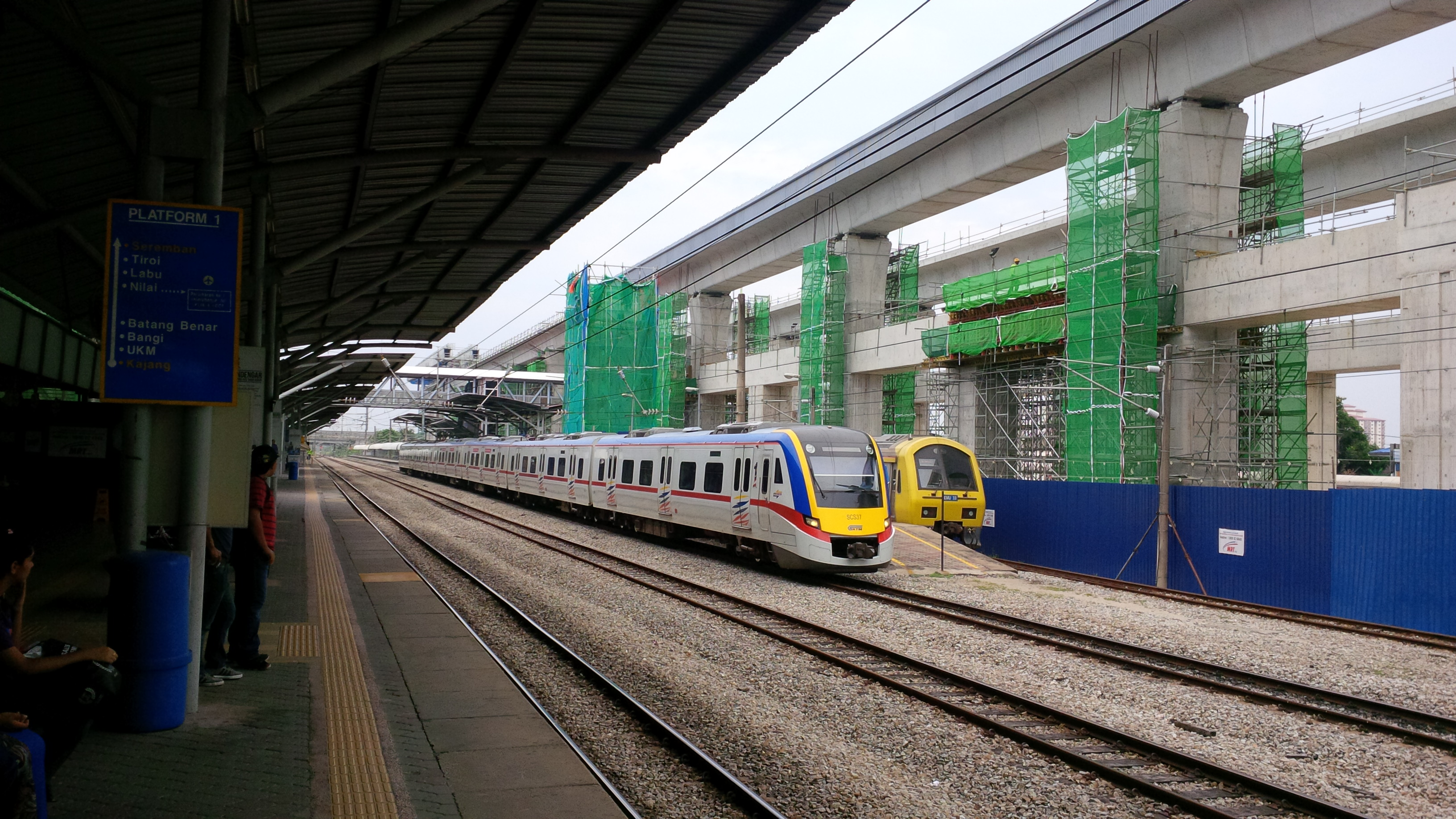
旧有火车站，背景捷运站正在建设中
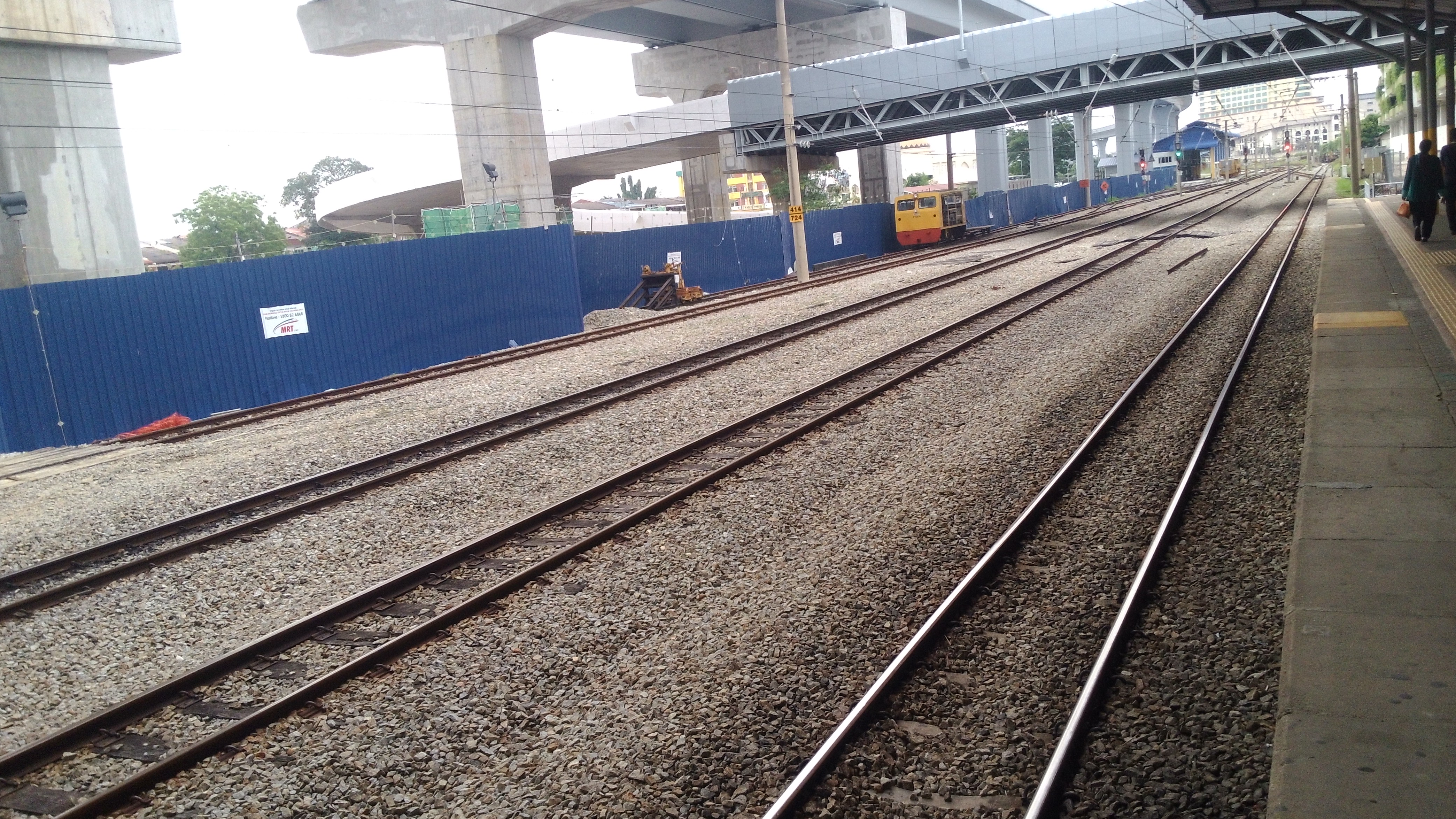
往黑风洞方向的四条铁道

### 火车站

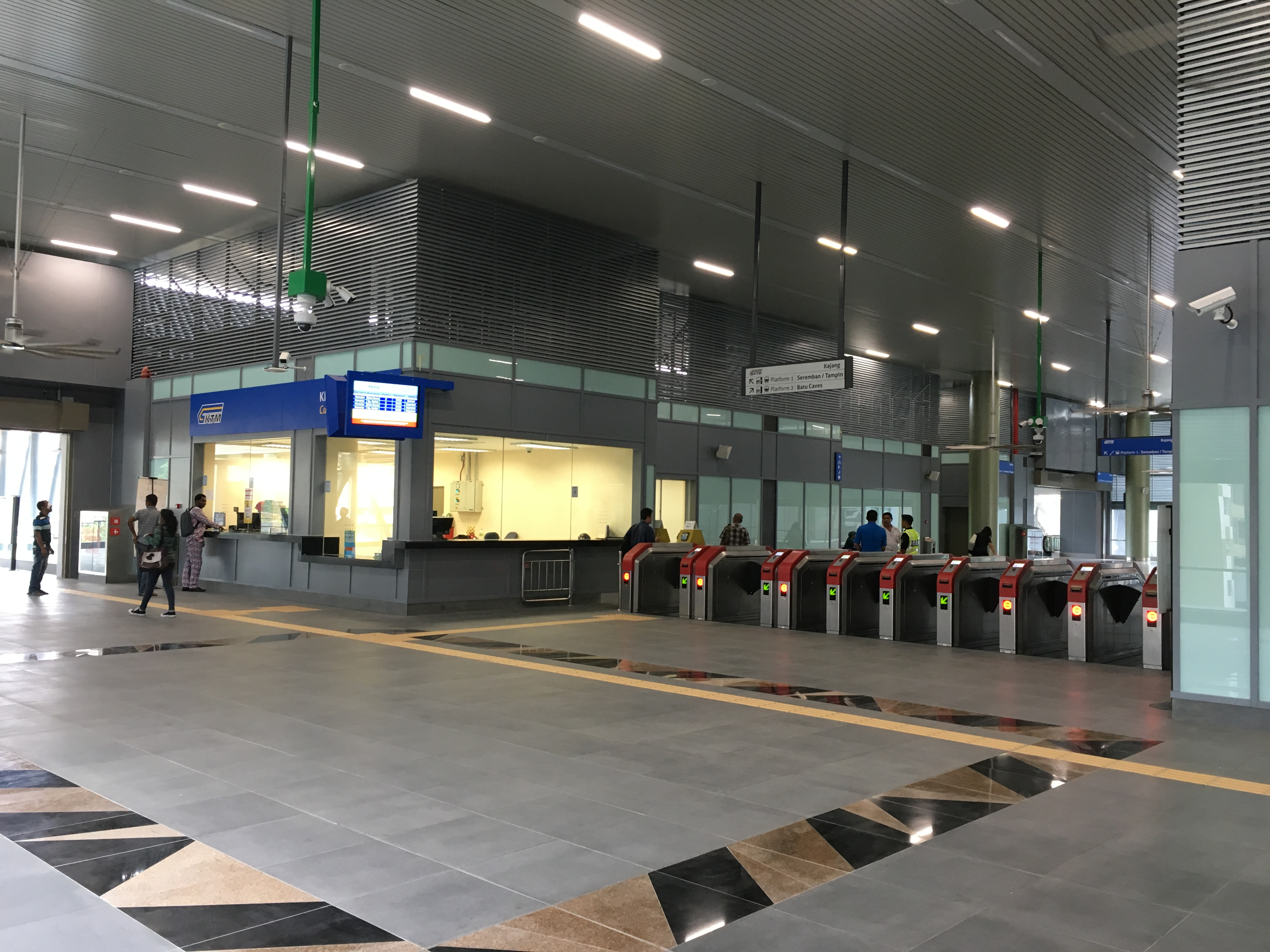
KTM区售票处和服务柜台
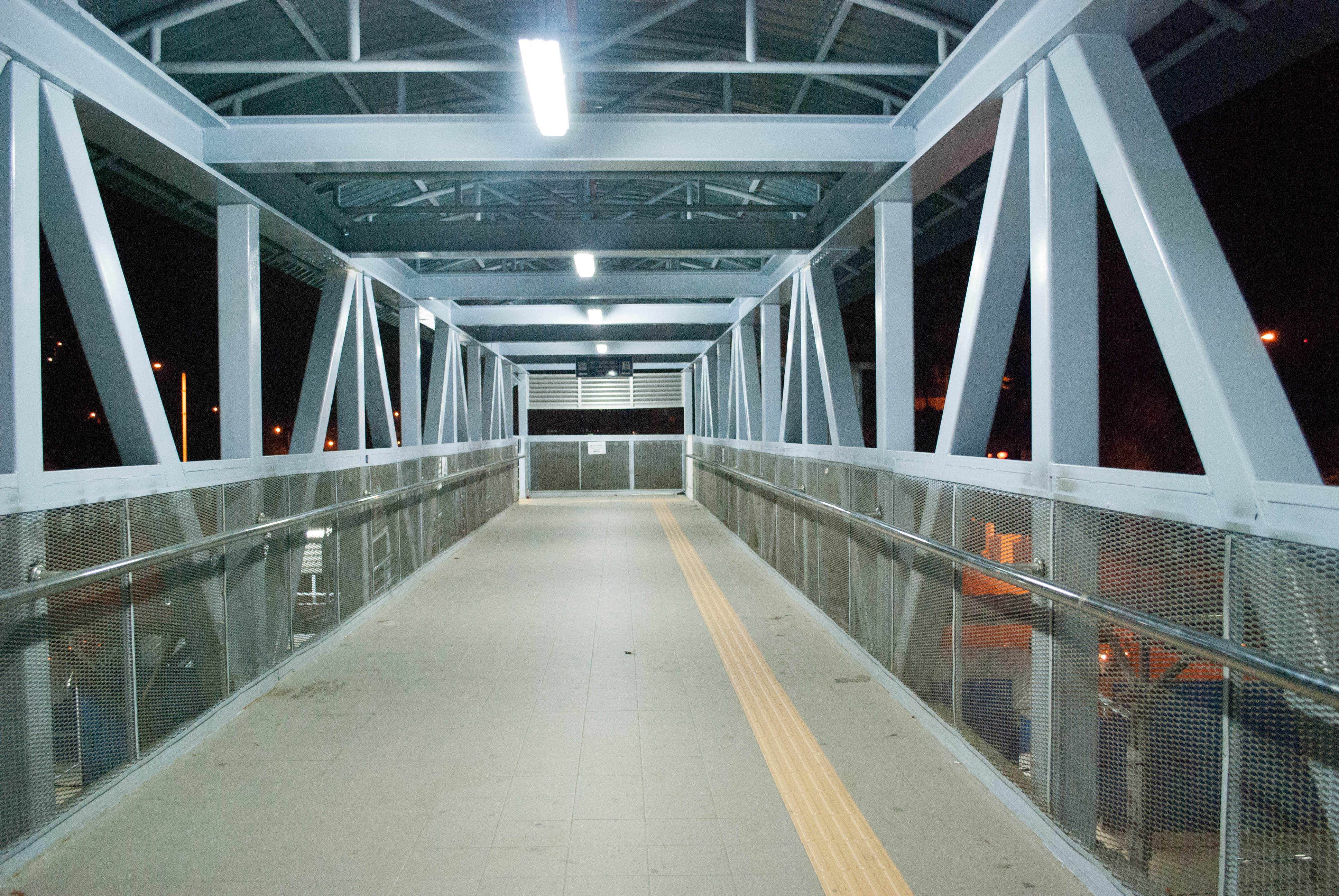
用以取代旧有的行人天桥
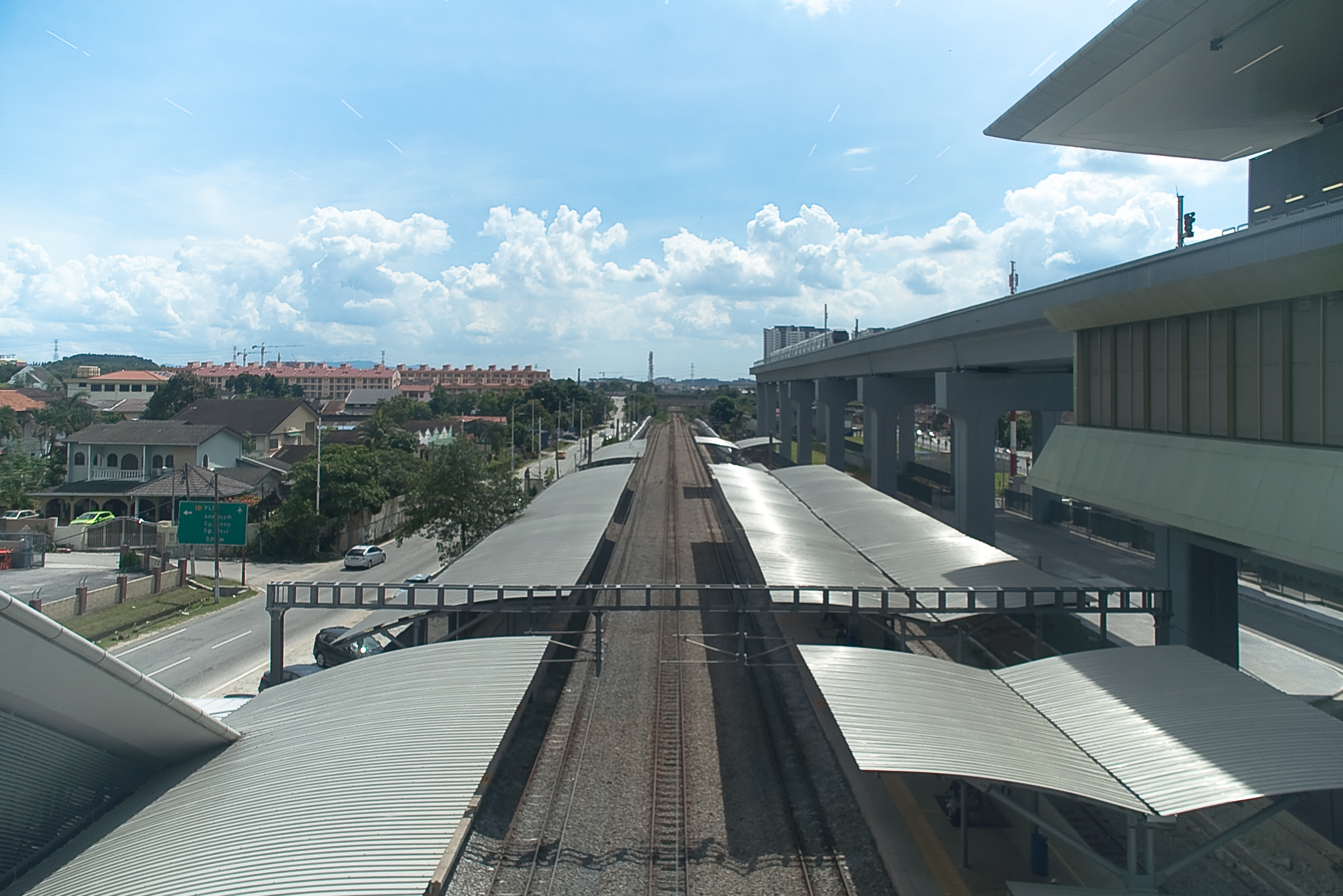
从车站大厅往下看四条铁道
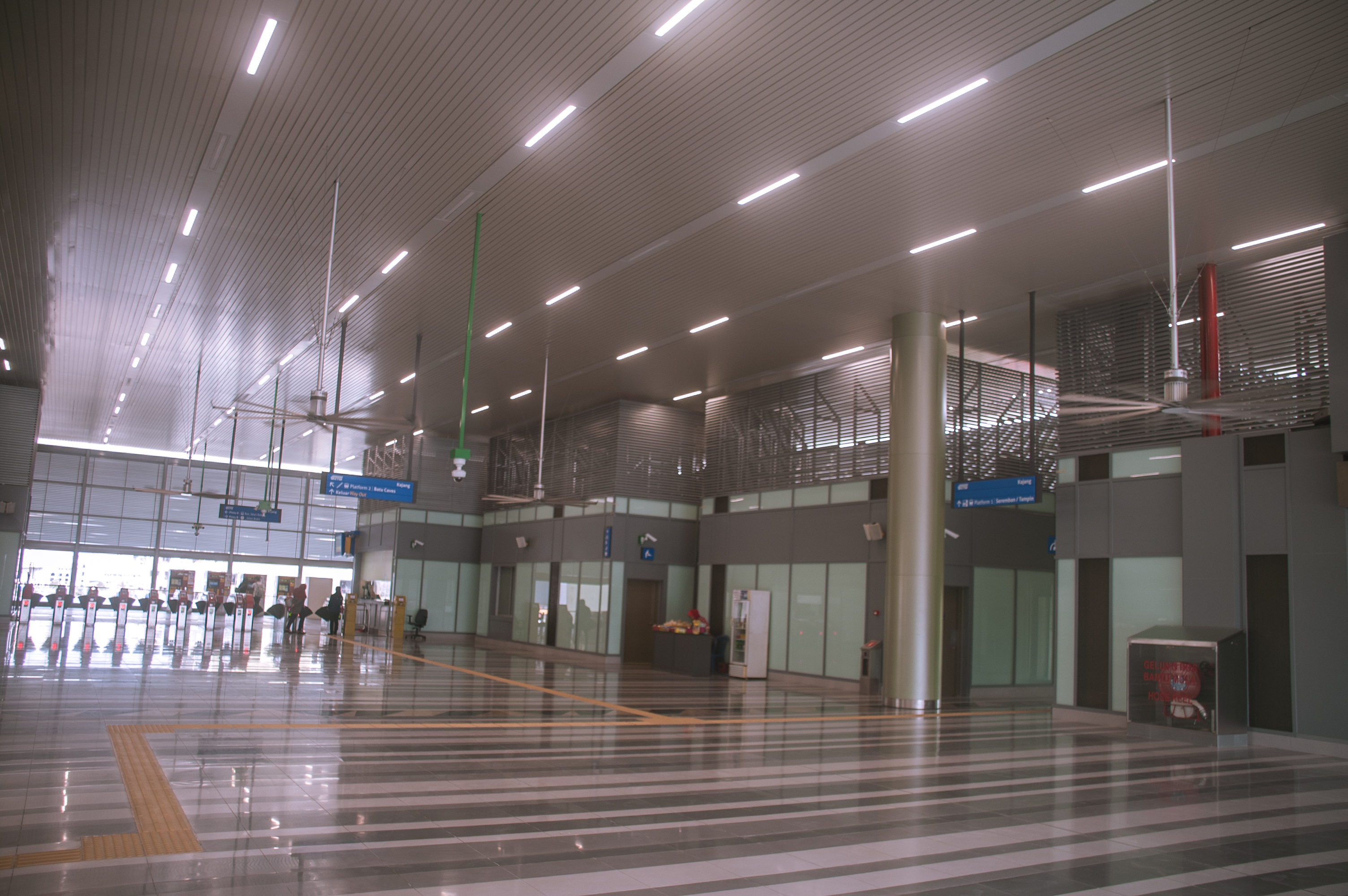
KTM 火车车站大厅
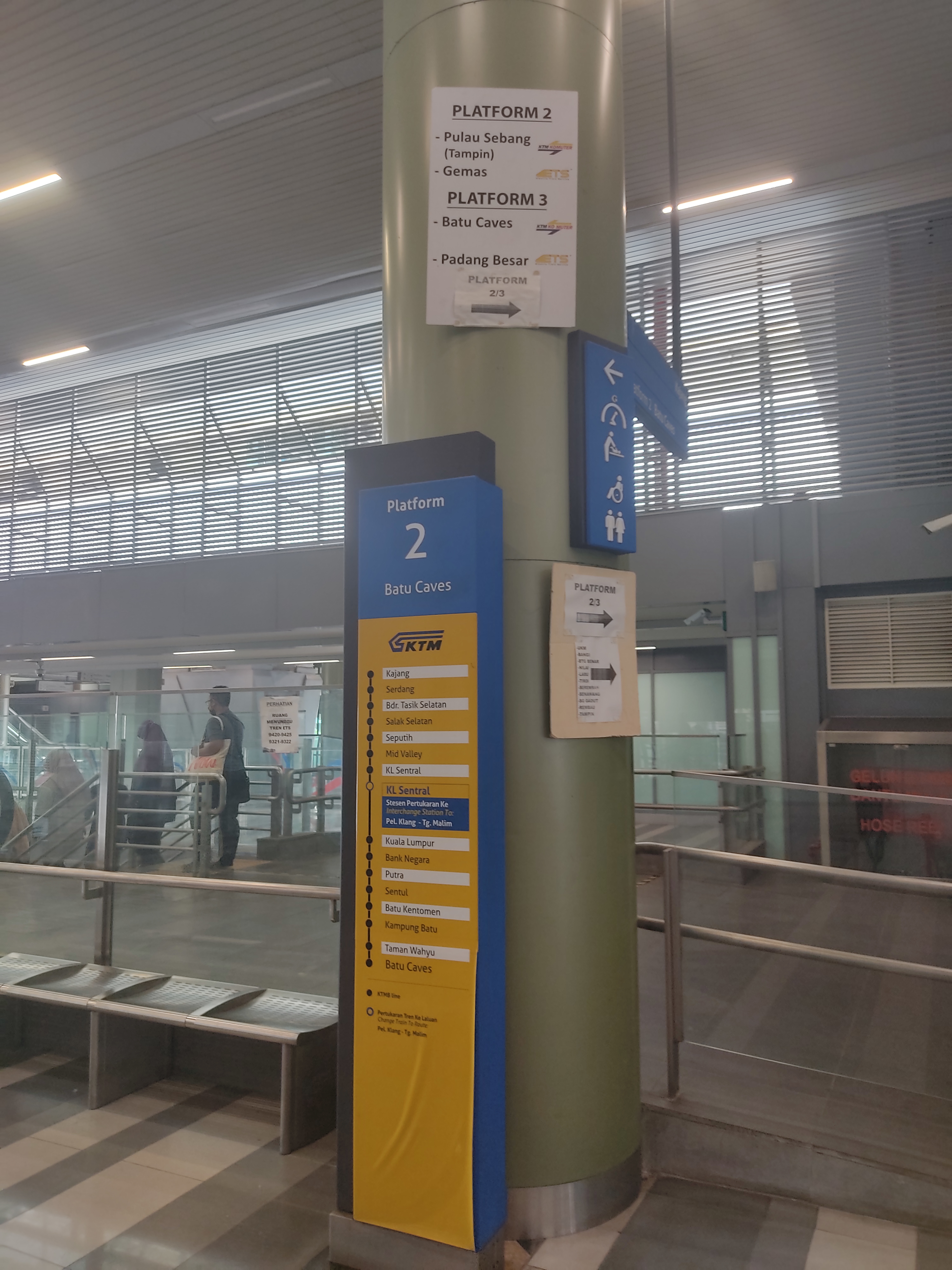
往2和3号月台的指示牌
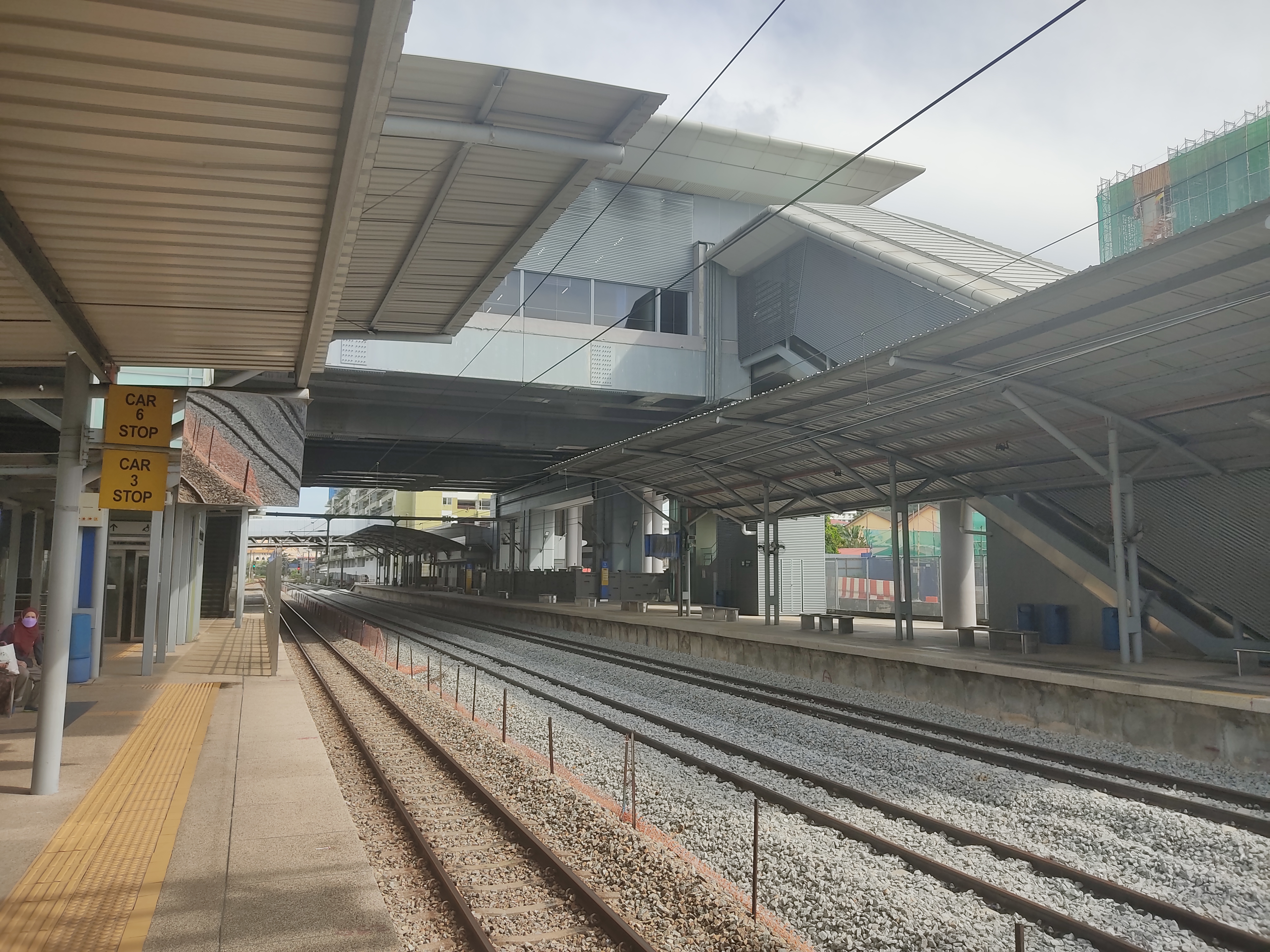
从2号月台往上看车站大厅

### 捷运站

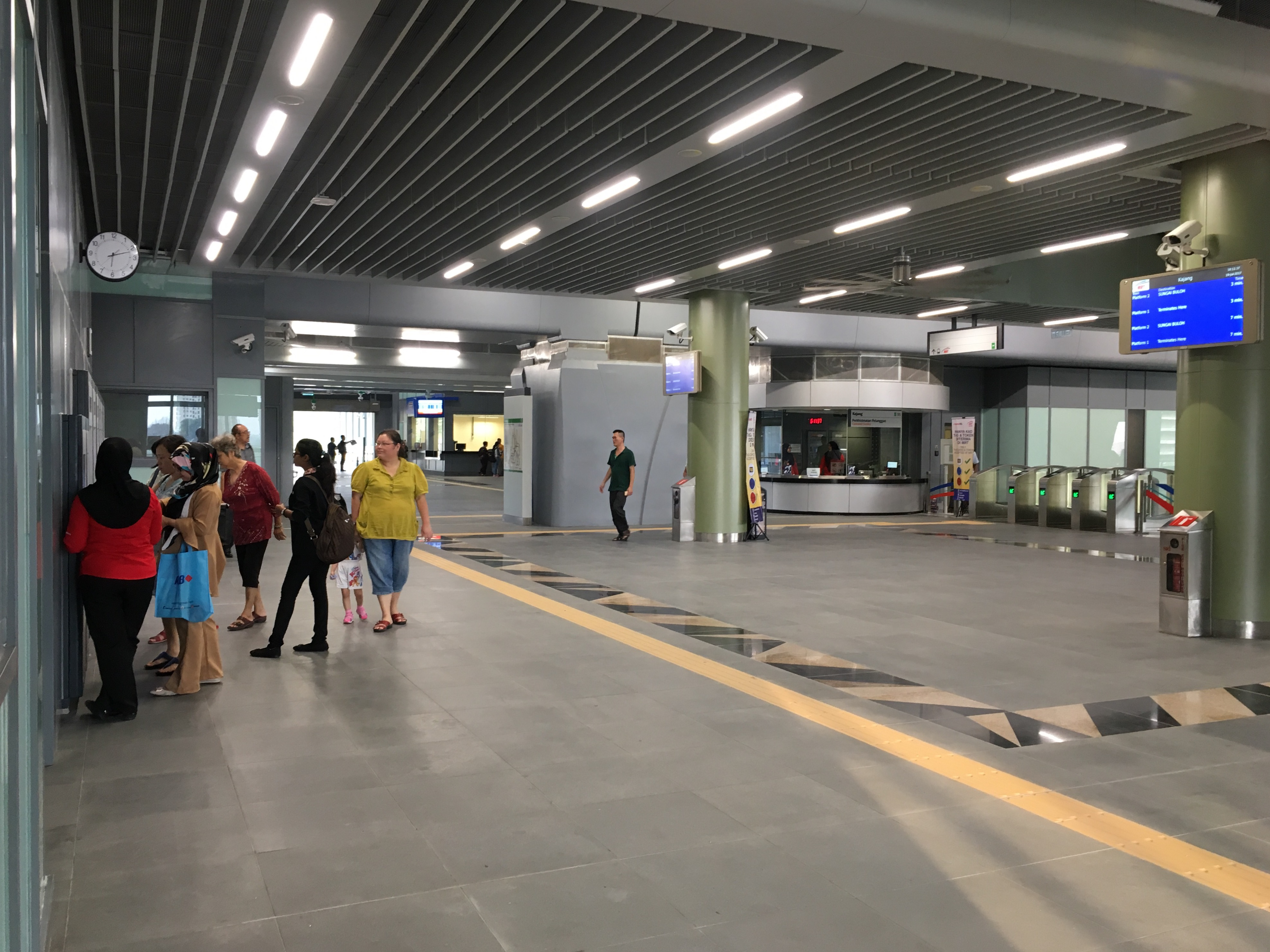
捷运区车站大厅
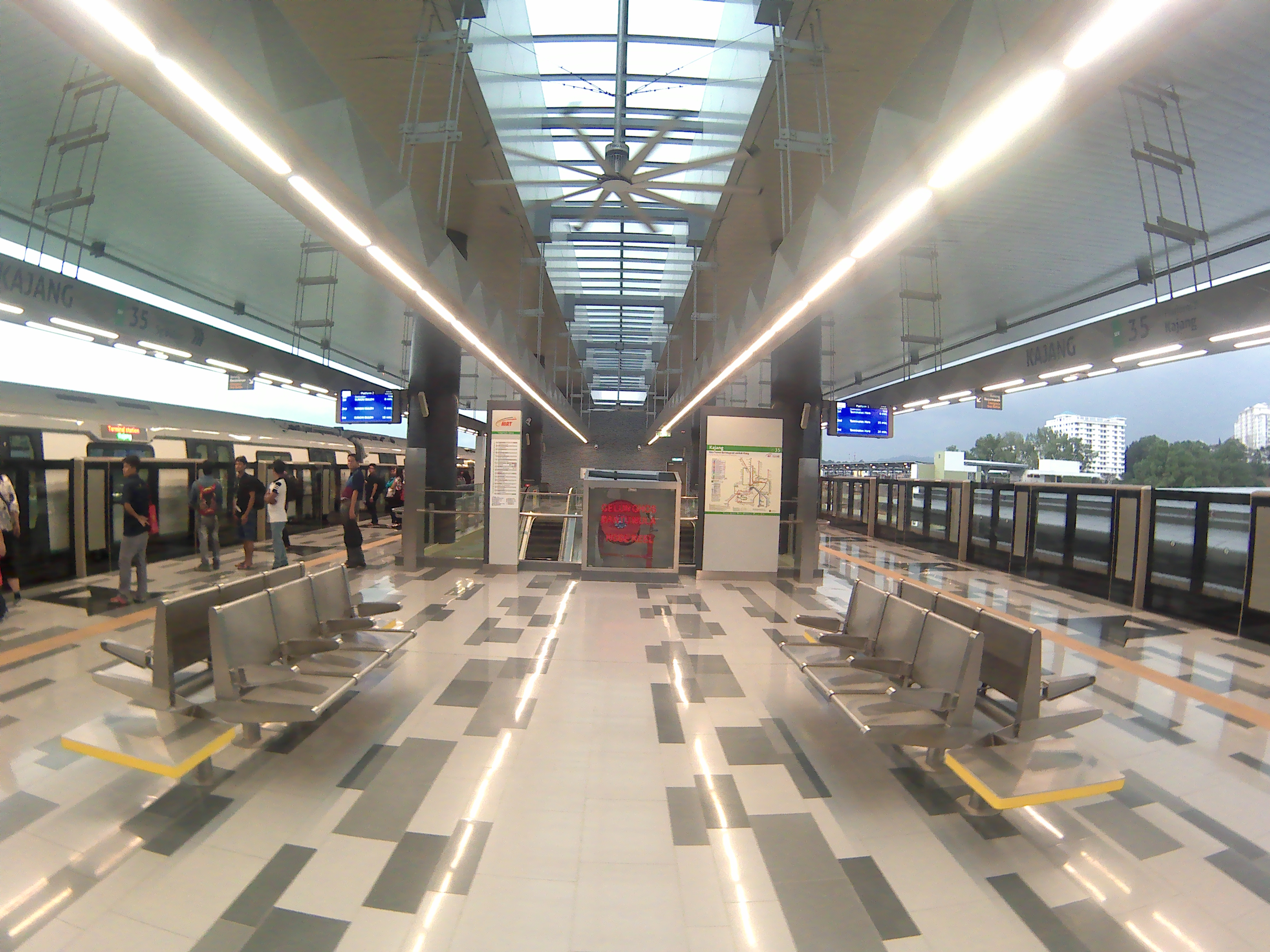
捷运平台
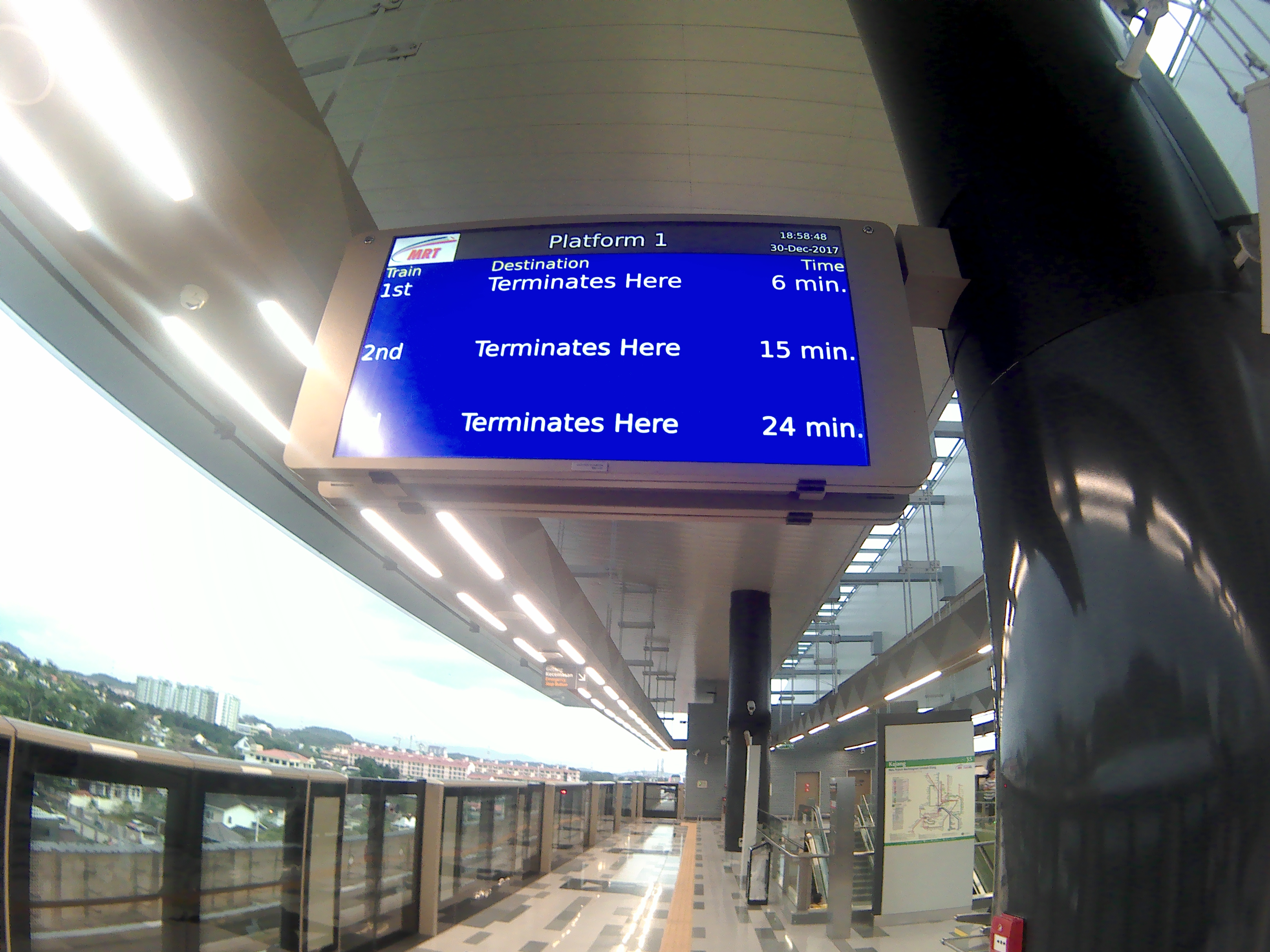
加影捷运站是加影线最南端的站
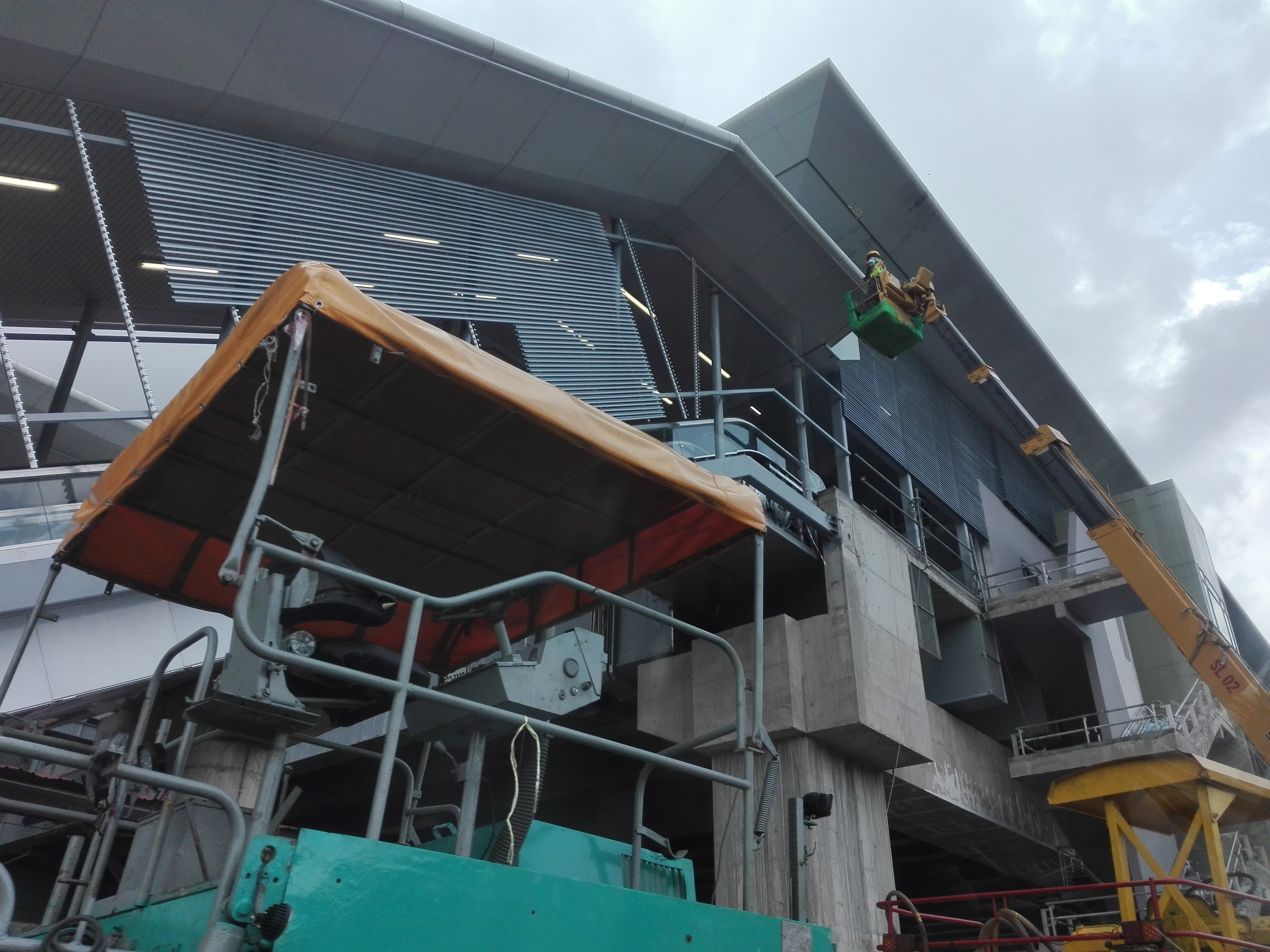
2017年5月加影捷运站建设情景
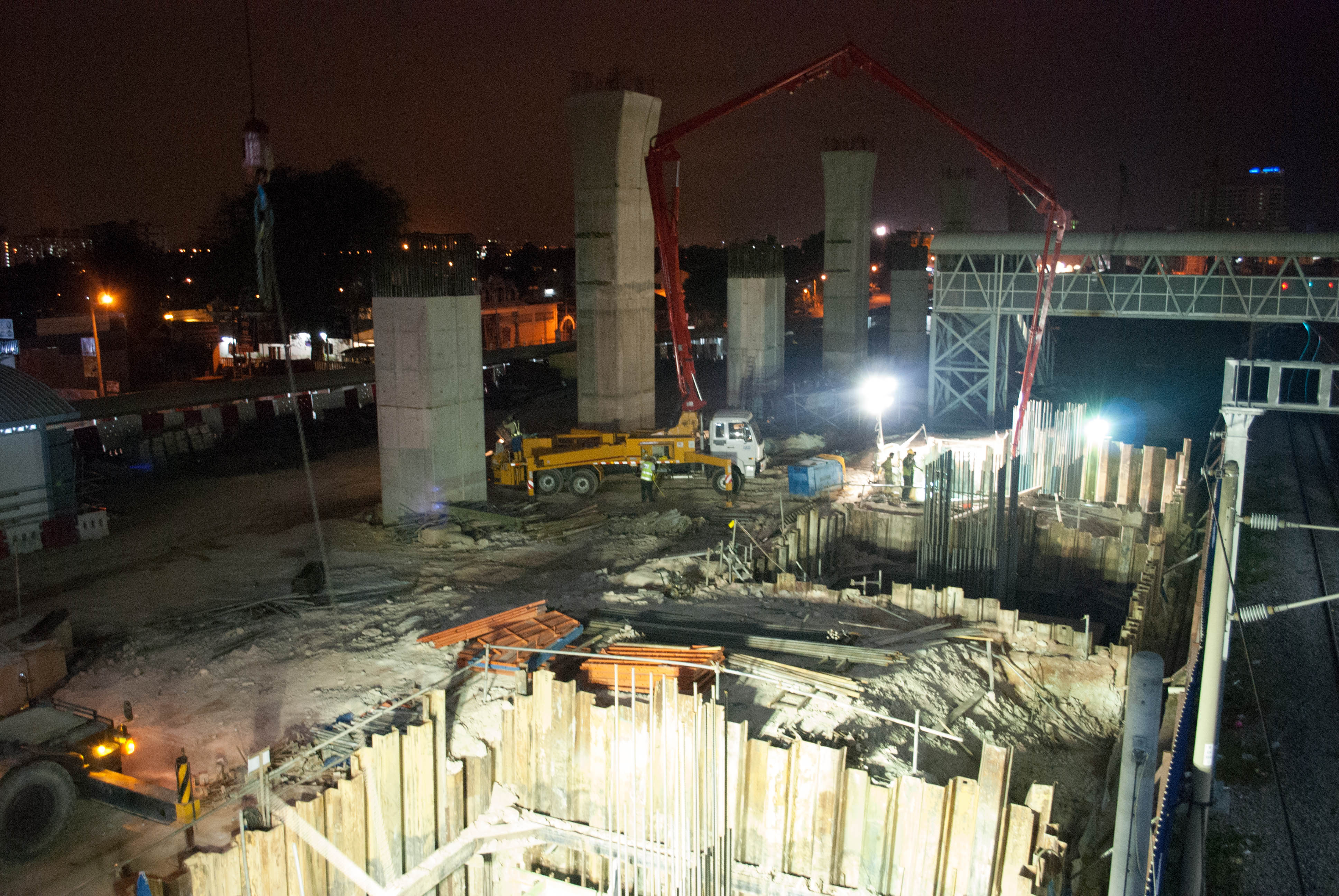
2014年7月
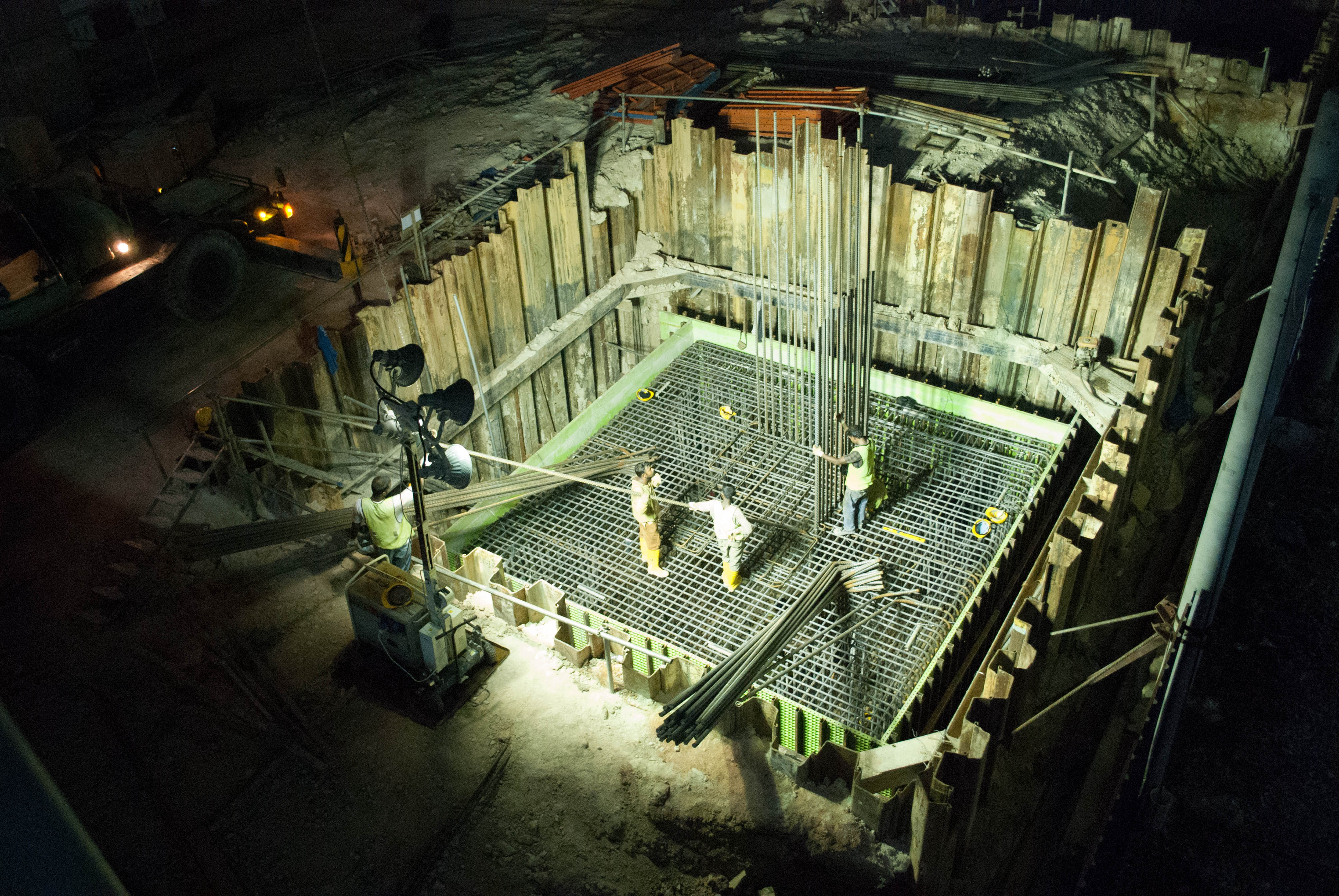
2014年7月
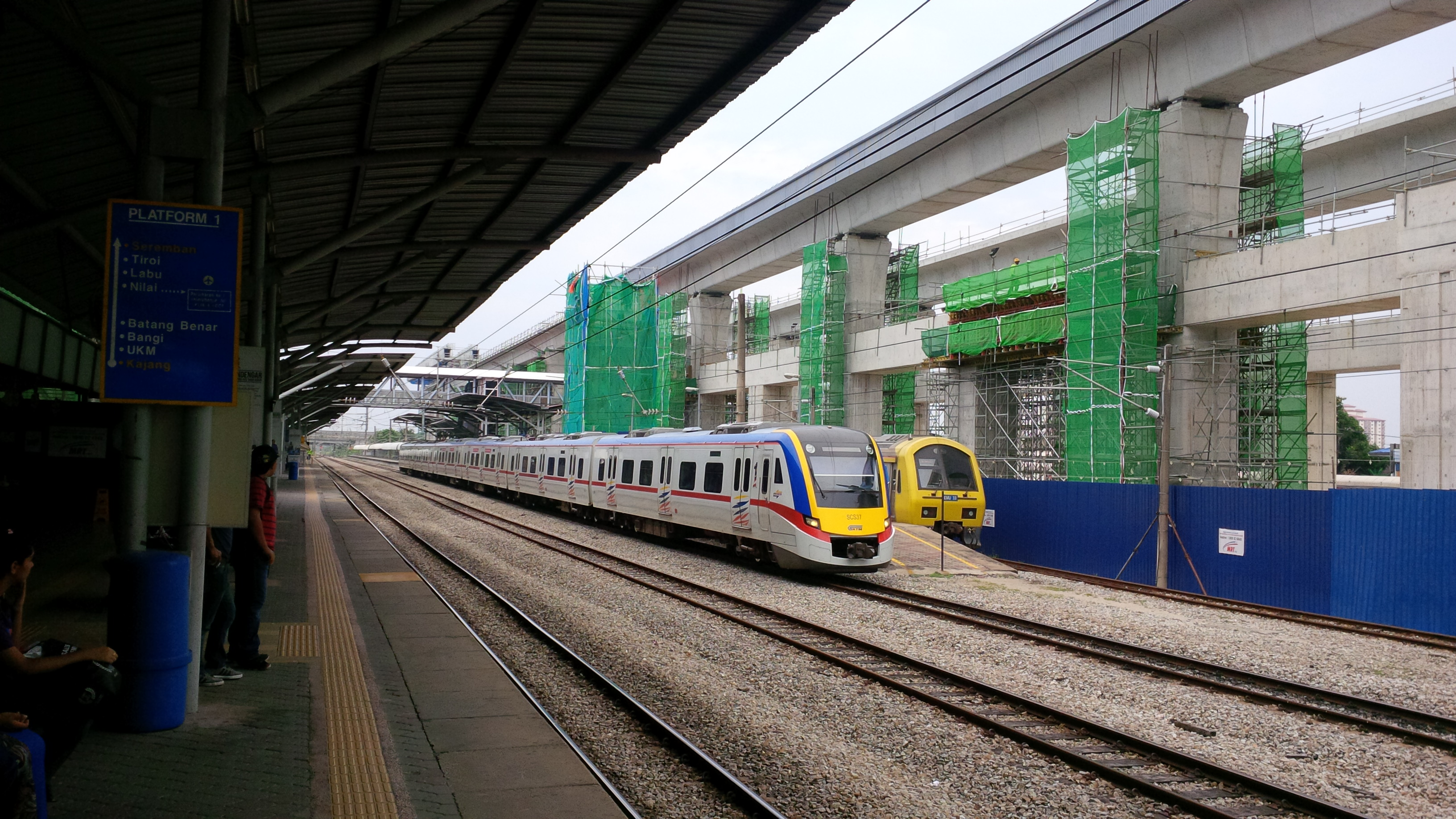
2015年7月